# Чемпіонат Європи з художньої гімнастики 1995
Чемпіонат Європи з художньої гімнастики 1995 пройшов з 6 по 9 липня в місті Прага, Чехія.

## Медалісти (юніори)
| Дисципліна         | Золото                                            | Срібло                                               | Бронза                                         |
| Команда            | Команда                                           | Команда                                              | Команда                                        |
| ------------------ | ------------------------------------------------- | ---------------------------------------------------- | ---------------------------------------------- |
| Командна першість  | Росія Олена Шаламова Анна Чічова Вікторія Анікіна | Білорусь Юлія Раскіна Ганна Глазкова Валерія Ваткіна | Болгарія Теодора Александрова Борислава Ілієва |
| Особиста першість  |                                                   |                                                      |                                                |
| Абсолютна першість | Теодора Александрова (BUL) Валерія Ваткіна (BLR)  | Олена Шаламова (RUS)                                 | Ніхто не нагороджено                           |
| Вправа з обручем   | Теодора Александрова (BUL) Олена Шаламова (RUS)   | Ніхто не нагороджено                                 | Анна Чічова (RUS)                              |
| Вправа з булавами  | Олена Шаламова (RUS)                              | Теодора Александрова (BUL)                           | Юлія Раскіна (BLR)                             |
| Вправа з скакалкою | Олена Шаламова (RUS)                              | Теодора Александрова (BUL)                           | Анна Чічова (RUS)                              |
| Вправа з стрічкою  | Олена Шаламова (RUS)                              | Теодора Александрова (BUL) Валерія Ваткіна (BLR)     | Ніхто не нагороджено                           |

## Медалісти (групові вправи), сеньйори
| Дисципліна          | Золото         | Срібло         | Бронза         |
| Групові вправи      | Групові вправи | Групові вправи | Групові вправи |
| ------------------- | -------------- | -------------- | -------------- |
| Групова першість    | Росія          | Болгарія       | Іспанія        |
| 5 обручів           | Росія          | Болгарія       | Іспанія        |
| 3 м'ячі + 2 стрічки | Болгарія       | Іспанія        | Франція        |

## Медальний залік
| Місце               | Країна              | Золото | Срібло | Бронза | Загалом |
| ------------------- | ------------------- | ------ | ------ | ------ | ------- |
| 1                   | Росія (RUS)         | 7      | 1      | 2      | 10      |
| 2                   | Болгарія (BUL)      | 3      | 5      | 1      | 9       |
| 3                   | Білорусь (BLR)      | 1      | 2      | 1      | 4       |
| 4                   | Іспанія (ESP)       | 0      | 1      | 2      | 3       |
| 5                   | Франція (FRA)       | 0      | 0      | 1      | 1       |
| Загалом (5 збірних) | Загалом (5 збірних) | 11     | 9      | 7      | 27      |